# Valencianisme.com
Valencianisme.com és una plataforma i un portal que recull un conjunt d'iniciatives destinades, principalment, a assegurar la presència del valencianisme a Internet.
Nascuda per l'impuls del seu creador, Pere Fuset, el 21 de novembre de l'any 2000, té l'aspiració de ser un aplec virtual, espai de reflexió i acció que defensa el concepte del «valencianisme de construcció». Amb este concepte volen superar les diferents revisions al nacionalisme valencià propugnades per això que es coneix com a tercera via i connectar-les amb la tradició del primer valencianisme en adaptar-lo a les necessitats de la societat valenciana del segle xxi. Segons els seus impulsors, no es tracta d'un valencianisme de reconciliació com la tercera via, sinó més aviat d'un valencianisme reconciliat, que beu directament del valencianisme de la primera meitat del segle xx. És per això que les disputes identitàries entre catalanistes i blavers queden fora de lloc a les accions de la plataforma.
La plataforma cívica ha promogut diverses iniciatives com l'oposició a la barrera electoral del 5% per a accedir a representació a les Corts Valencianes. També ha impulsat una campanya per les seleccions esportives valencianes, que obtingué com a fruit la reaparició, després de 57 anys, de la selecció valenciana de futbol el desembre del 2001. Els darrers anys han impulsat un manifest en defensa de la doble denominació català/valencià per als textos legals de fora del domini lingüístic. El manifest, redactat pel professor i lingüista Abelard Saragossà, va generar un notable debat a la societat valenciana. Els seus impulsors foren amenaçats per elements d'extrema dreta vinculats una la fundació blavera creada per Juan García Sentandreu.
El Diari Parlem va ser un «diari digital, participatiu i plural, d'informació general en valencià» promogut des del portal Valencianisme.com. Es va obrir al mes d'octubre de 2003 i, tot i ser un dels primers mitjans d'informació general en valencià a internet, va deixar d'editar-se cap a la fi de 2006. Un any abans ja havia deixat d'estar accessible a causa d'un atac informàtic. Els mateixos responsables del Diari Parlem reconeixien patir sovint atacs d'aquesta mena, agressions sovint «reivindicades per grups de caràcter espanyolista».
La matinada del 9 d'octubre de 2009, un dels administradors del web i una persona que l'acompanyava, són atacats per deu persones amb la cara tapada que els insulten i amenacen de mort. L'administrador del web va ser llançat a terra i colpejat amb colps de puny i de peu, que li causaren contusions al cap i el cos. Els agressors, d'ideologia ultradretana, van amenaçar de mort l'administrador si no abandonava la seua tasca al capdavant del portal.